# 시험은 끝났다
"시험은 끝났다"(The Exam Is Over)는 한국에서 제작된 서호진 감독의 2001년 영화이다. 유태빈 등이 주연으로 출연하였다.

## 출연

### 주연
- 유태빈 - 현도 역
- 강은혜 - 성주 역
- 김태욱 - 선생님 역
- 최세미 - 현도짝궁 역
- 박민형 - 컨닝하는 아이 역

## 기타
- 조감독: 한명환